# تحلیل کاوشگرانه داده‌ها

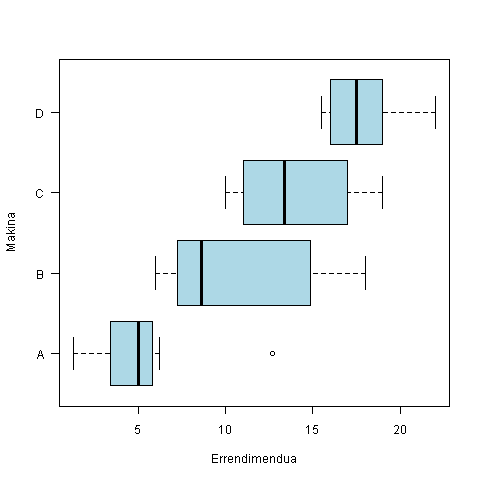
باکس پلات ایجاد شده با R

تحلیل کاوشگرانه داده‌ها یا به اختصار EDA روشی در علم آمار است که برای تجزیه و تحلیل دادگان برای جمع‌بندی ویژگی‌های اصلی آنها، اغلب با استفاده از گرافیک آماری و سایر روش‌های مصورسازی داده به کار گرفته می‌شود.
می‌توان از یک مدل آماری استفاده کرد، اما در درجه اول EDA برای دیدن آنچه داده‌ها فراتر از مدل‌سازی رسمی یا آزمایش فرضیه می‌توانند به ما بگویند، می‌باشد. EDA توسط جان توکی ترویج شد تا آمار شناسان را به کشف داده‌ها ترغیب کند و احتمالاً فرضیاتی را بیان کند که منجر به جمع‌آوری داده‌ها و آزمایش‌های جدید شود. EDA با تجزیه و تحلیل داده‌های اولیه (IDA) متفاوت است، که به‌طور دقیق تری بر بررسی فرضیات مورد نیاز برای برازش مدل و آزمایش فرضیه، و مدیریت مقادیر از دست رفته و ایجاد تغییرات متغیرها در صورت لزوم متمرکز است. EDA شامل IDA است.